# Chaetogaster
Die Gattung Chaetogaster (griech. χαίτη chaítē „Borste“, γαστήρ gastḗr „Bauch“: „Borstenbauch“) gehört zu den Ringelwürmern (Annelida). Sie wird zur Familie der Naididae aus der Ordnung der Wenigborster (Oligochaeta) gestellt; innerhalb der Naididae gehört sie zur Unterfamilie der Naidinae. Es handelt sich um ca. 2–25 mm lange durchsichtige aquatisch lebende Würmer, die teilweise infolge ungeschlechtlicher Vermehrung auffällige Tierketten bilden und im Süßwasser häufig  vorkommen.

## Morphologie
Äußerlich entsprechen die Tiere dem allgemeinen Bauplan der Naidinae, haben jedoch im Unterschied zu den anderen Arten ihre Setae (Borsten) nur auf der Bauchseite (daher der Name). Die Größe der Tiere und auch der Setae ist selbst innerhalb einzelner Arten recht variabel.

## Vorkommen und Ernährung
Die Tiere kommen zwar überwiegend im stehenden oder fließenden Süßwasser vor, doch lebt die größte Art, Chaetogaster diaphanus, auch im Brackwasser. Alle Arten scheinen innerhalb Europas sehr weit verbreitet zu sein und kommen darüber hinaus oft auf mehreren Kontinenten vor.
Die Tiere wirken allgemein meist recht lebhaft, können allerdings nicht gezielt schwimmen. Sie leben daher auf festem Untergrund (an Pflanzen, auf Steinen, eine Unterart auch auf Schnecken). Sie ernähren sich durch Einsaugen von Kleinlebewesen geeigneter Größe. Die Nahrungszusammensetzung unterscheidet sich zwischen den Arten, da die unterschiedliche Körpergröße auch zu unterschiedlichen aufgesogenen Nahrungskomponenten führt. Während die größte Art Ch. diaphanus Organismen in der Größenordnung von etwa 0,3 – 3 mm Länge konsumiert, welches meist Kleintiere darstellen (Rädertierchen, Cladoceren etc.), bevorzugt etwa Ch. limnaei Organismen in der Größenordnung von um 0,03 – 0,3 mm, welches überwiegend Algen (Diatomeen und Grünalgen) oder sehr kleine tierische Organismen sind. Grundsätzlich sind die Arten somit Allesfresser, wobei aber die größeren ganz überwiegend tierische Nahrung aufnehmen, die kleineren meist eher pflanzliche Partikel. Wie unselektiv die Nahrung aufgenommen wird zeigt sich auch daran, dass immer wieder Sandkörner oder andere praktisch unverdauliche Partikel (z. B. Coniferenpollen) im Magen gefunden werden, die ebenfalls in dem angegebenen Größenbereich liegen.
Physiologisch sind Chaetogaster-Arten seit langem dafür bekannt, dass sie ähnlich den Wirbeltieren eine saure Magenreaktion zeigen.

## Der Spezialfall vonChaetogaster limnaei

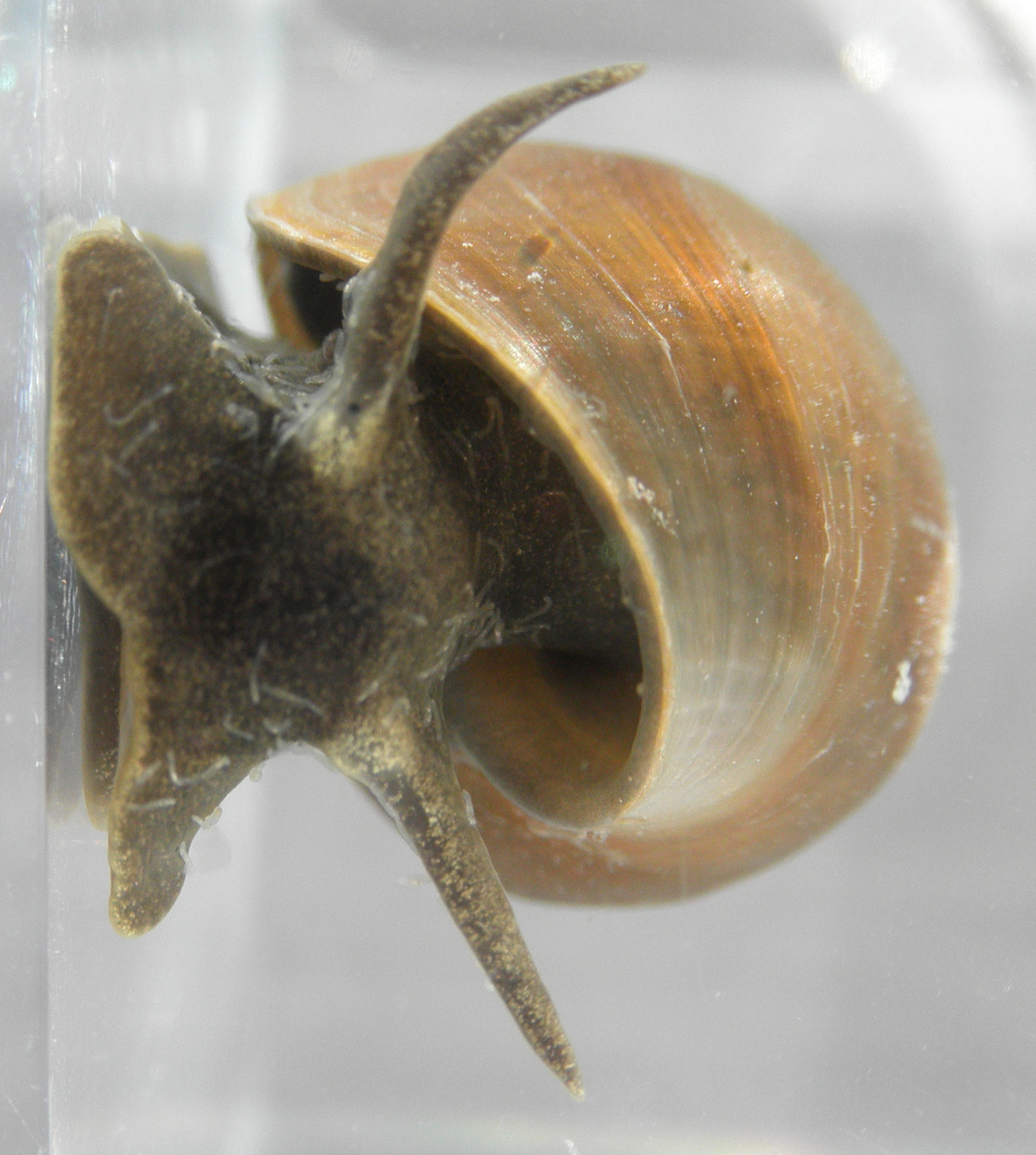
Lymnaea stagnalis und Chaetogaster limnaei limnaei

Eine Besonderheit stellt die Art Ch. limnaei dar, die in zwei „Unterarten“ vorkommt, die sich deutlich in ihrer Lebensweise unterscheiden. Die eine Unterart ernährt sich parasitisch in Innern von Schnecken (Ch. l. vaughini) und befällt auch nur Schnecken ab einer bestimmten Mindestgröße. Sie ernährt sich offenbar überwiegend von Nierenzellen der Wirtsschnecke. Die andere Unterart (Ch. l. limnaei) heftet sich an der Außenseite der Schnecken (z. B. der Gattungen Lymnaea, Physa, Ancylus oder Australorbis) am Weichkörper und an der Innenseite der Schale fest und kann sich dort frei bewegen (sog. Epökie). Sie konsumiert verschiedene Kleinorganismen, die sie von ihrem Wirt aus durch Einsaugen fangen kann, wobei außer z. B. Rotatorien und Algen auch Cerkarien und Miracidien (Larven von Saugwürmern) zu ihrer Nahrung zählen. Verschiedentlich wurde der ökologische Zusammenhang dieser gleichsam biologischen Parasitenbekämpfung untersucht. Er scheint unterschiedlich stark ausgeprägt zu sein, lässt sich aber offensichtlich nicht praktisch anwenden. Manchmal wird die Unterart Ch. l. limnaei auch auf Süßwassermuscheln gefunden, insbesondere auf der Gattung Sphaerium.

## Fortpflanzung
Wie praktisch alle Vertreter der Naidinae zeichnen sich die Arten der Gattung Chaeogaster durch eine vielfach ungeschlechtliche Vermehrung aus. Charakteristisch ist dabei die Ausbildung von zwei oder mehr Tieren in Form von Tierketten, die in der Art einer Sprossung entstehen. Durch Teilung (Paratomie) dieser Tierketten können auf asexuellem Wege neue Individuen entstehen, die genetisch ein identisches Abbild des Muttertieres darstellen. Allerdings kommt es zwischendurch (v. a. im Spätsommer/Herbst) vielfach zu normaler bisexueller Fortpflanzung. Die Unterart Ch. l. limnaei verlässt dabei im Spätsommer/Herbst ihren Wirt (die Schnecke), geht zum freien Leben im Gewässer über und befällt im Frühjahr neue Schneckenindividuen.

## Systematik
Die Zugehörigkeit der Gattung Chaetogaster zur Familie der Tubificidae und zur Unterfamilie der Naidinae gilt inzwischen außer über morphologische auch über molekulargenetische Befunde als gesichert. Die engste Verwandtschaft scheint gemäß Cytochromoxidase I - Sequenzuntersuchungen zur Gattung Amphichaeta (vgl. Naidinae) zu bestehen.
Die Gattung Chaetogaster Baer 1827 wird derzeit in neun valide (d. h. nomenklatorisch gültige) Arten unterteilt:
- Chaetogaster cristallinus Vejdovsky, 1883, manchmal auch als Chaetogaster crystallinus Vejdovsky, 1883 geschrieben; Tierketten bis etwa 7 mm lang; häufig.
- Chaetogaster diaphanus (Gruithuisen  1828); meist um 10–15 mm lang, im Extremfall von 2,5 mm (kleine Einzeltiere) bis 25 mm (große Kettentiere) lang; häufig.
- Chaetogaster diastrophus (Gruithuisen, 1828); häufig.
- Chaetogaster diversisetosus Sporka 1983; gelegentlich.
- Chaetogaster krasnopolskiae Lastockin, 1937; gelegentlich.
- Chaetogaster langi Bretscher, 1896; verbreitet.
- Chaetogaster limnaei Baer, 1827; verbreitet; bestehend aus zwei distinkten Unterarten mit unterschiedlichem Lebensraum:
  - Chaetogaster limnaei limnaei Baer, 1827 und
  - Chaetogaster limnaei vaughini Gruffydd, 1965 (Näheres vgl. weiter oben).
- Chaetogaster parvus Pointner, 1914; verbreitet
- Chaetogaster setosus Svetlov, 1925; verbreitet